# Repêchage d'entrée dans la LNH 2015
2014 2016
Le repêchage d'entrée dans la Ligue nationale de hockey 2015 est le 53e repêchage d'entrée de l'histoire de la Ligue nationale de hockey (LNH). Il se tient le 26 et 27 juin 2015 à Sunrise, en Floride, aux États-Unis.

## Meilleurs espoirs
Les tableaux ci-dessous présentent les meilleurs joueurs évoluant soit dans les championnats d'Amérique du Nord soit en Europe.
| Rang | En Amérique du Nord           | En Europe                      |
| ---- | ----------------------------- | ------------------------------ |
| 1    | Connor McDavid (Centre)       | Mikko Rantanen (Ailier droit)  |
| 2    | John Eichel (Centre)          | Gabriel Carlsson (Défenseur)   |
| 3    | Noah Hanifin (Défenseur)      | Jacob Larsson (Défenseur)      |
| 4    | Dylan Strome (Centre)         | Joel Eriksson Ek (Centre)      |
| 5    | Lawson Crouse (Ailier gauche) | Michael Špaček (Ailier droit)  |
| 6    | Mitchell Marner (Centre)      | Oliver Kylington (Défenseur)   |
| 7    | Ivan Provorov (Défenseur)     | Denis Gourianov (Ailier droit) |
| 8    | Pavel Zacha (Centre)          | Robin Kovacs (Ailier droit)    |
| 9    | Zachary Werenski (Défenseur)  | Filip Ahl (Ailier droit)       |
| 10   | Timo Meier (Ailier droite)    | Jens Lööke (Ailier droit)      |

| Rang | En Amérique du Nord | En Europe       |
| ---- | ------------------- | --------------- |
| 1    | Mackenzie Blackwood | Ilia Samsonov   |
| 2    | Callum Booth        | Daniel Vladař   |
| 3    | Samuel Montembeault | Felix Sandstrom |

## Le repêchage

### Premier tour
| Rang | Joueur               | Position       | Nationalité        | Équipe LNH                                                              | Repêché de                                     |
| ---- | -------------------- | -------------- | ------------------ | ----------------------------------------------------------------------- | ---------------------------------------------- |
| 1    | Connor McDavid       | Centre         | Canada             | Oilers d'Edmonton                                                       | Otters d'Érié (LHO)                            |
| 2    | John Eichel          | Centre         | États-Unis         | Sabres de Buffalo                                                       | Boston University (NCAA)                       |
| 3    | Dylan Strome         | Centre         | Canada             | Coyotes de l'Arizona                                                    | Otters d'Érié (LHO)                            |
| 4    | Mitchell Marner      | Centre         | Canada             | Maple Leafs de Toronto                                                  | Knights de London (LHO)                        |
| 5    | Noah Hanifin         | Défenseur      | États-Unis         | Hurricanes de la Caroline                                               | Boston College (NCAA)                          |
| 6    | Pavel Zacha          | Centre         | République tchèque | Devils du New Jersey                                                    | Sting de Sarnia (LHO)                          |
| 7    | Ivan Provorov        | Défenseur      | Russie             | Flyers de Philadelphie                                                  | Wheat Kings de Brandon (LHOu)                  |
| 8    | Zachary Werenski     | Défenseur      | États-Unis         | Blue Jackets de Columbus                                                | Michigan University (NCAA)                     |
| 9    | Timo Meier           | Ailier droit   | Suisse             | Sharks de San José                                                      | Mooseheads d'Halifax (LHJMQ)                   |
| 10   | Mikko Rantanen       | Ailier droit   | Finlande           | Avalanche du Colorado                                                   | TPS Turku (Liiga)                              |
| 11   | Lawson Crouse        | Ailier gauche  | Canada             | Panthers de la Floride                                                  | Frontenacs de Kingston (LHO)                   |
| 12   | Denis Gourianov      | Ailier droit   | Russie             | Stars de Dallas                                                         | Lada Togliatti (KHL)                           |
| 13   | Jakub Zbořil         | Défenseur      | République tchèque | Bruins de Boston (via Los Angeles)                                      | Sea Dogs de Saint-Jean (LHJMQ)                 |
| 14   | Jake DeBrusk         | Ailier gauche  | Canada             | Bruins de Boston                                                        | Broncos de Swift Current (LHOu)                |
| 15   | Zachary Senyshyn     | Ailier droit   | Canada             | Bruins de Boston (via Calgary)                                          | Greyhounds de Sault-Sainte-Marie (LHO)         |
| 16   | Mathew Barzal        | Centre         | Canada             | Islanders de New York (via Edmonton, via Pittsburgh)                    | Thunderbirds de Seattle (LHOu)                 |
| 17   | Kyle Connor          | Centre         | États-Unis         | Jets de Winnipeg                                                        | Phantoms de Youngstown (USHL)                  |
| 18   | Thomas Chabot        | Défenseur      | Canada             | Sénateurs d'Ottawa                                                      | Sea Dogs de Saint-Jean (LHJMQ)                 |
| 19   | Ievgueni Svetchnikov | Ailier gauche  | Russie             | Red Wings de Détroit                                                    | Screaming Eagles du Cap-Breton (LHJMQ)         |
| 20   | Joel Eriksson Ek     | Centre         | Suède              | Wild du Minnesota                                                       | Färjestad BK (SHL)                             |
| 21   | Colin White          | Centre         | États-Unis         | Sénateurs d'Ottawa (via Buffalo, via Islanders)                         | United States National Development Team (USHL) |
| 22   | Ilia Samsonov        | Gardien de but | Russie             | Capitals de Washington                                                  | Metallourg Magnitogorsk (KHL)                  |
| 23   | Brock Boeser         | Ailier droit   | États-Unis         | Canucks de Vancouver                                                    | Black Hawks de Waterloo (USHL)                 |
| 24   | Travis Konecny       | Centre         | Canada             | Flyers de Philadelphie (via Toronto, via Nashville)                     | 67 d'Ottawa (LHO)                              |
| 25   | Jack Roslovic        | Centre         | États-Unis         | Jets de Winnipeg (via Buffalo, via Saint-Louis)                         | United States National Development Team (USHL) |
| 26   | Noah Juulsen         | Défenseur      | Canada             | Canadiens de Montréal                                                   | Silvertips d'Everett (LHOu)                    |
| 27   | Jacob Larsson        | Défenseur      | Suède              | Ducks d'Anaheim                                                         | Frölunda HC (SHL)                              |
| 28   | Anthony Beauvillier  | Ailier gauche  | Canada             | Islanders de New York (via Tampa Bay, via Rangers de New York)          | Cataractes de Shawinigan (LHJMQ)               |
| 29   | Gabriel Carlsson     | Défenseur      | Suède              | Blue Jackets de Columbus (via Toronto, via Philadelphie, via Tampa Bay) | Linköpings HC (SHL)                            |
| 30   | Nicholas Merkley     | Centre         | Canada             | Coyotes de l'Arizona (via Chicago)                                      | Rockets de Kelowna (LHOu)                      |

### Deuxième tour
| Rang | Joueur                   | Position      | Nationalité        | Équipe LNH                                                                   | Repêché de                                     |
| ---- | ------------------------ | ------------- | ------------------ | ---------------------------------------------------------------------------- | ---------------------------------------------- |
| 31   | Jérémy Roy               | Défenseur     | Canada             | Sharks de San José (via Colorado, via Buffalo)                               | Phénix de Sherbrooke (LHJMQ)                   |
| 32   | Christian Fischer        | Ailier droit  | États-Unis         | Coyotes de l'Arizona                                                         | USA U-18 (USHL)                                |
| 33   | Mitchell Stephens        | Centre        | Canada             | Lightning de Tampa Bay (via Islanders de New York, via Edmonton)             | Spirit de Saginaw (LHO)                        |
| 34   | Travis Dermott           | Défenseur     | Canada             | Maple Leafs de Toronto (via Los Angeles via Columbus via Toronto)            | Otters d'Érié (LHO)                            |
| 35   | Sebastian Aho            | Ailier gauche | Finlande           | Hurricanes de la Caroline                                                    | Kärpät Oulu (Liiga)                            |
| 36   | Gabriel Gagné            | Ailier droit  | Canada             | Sénateurs d'Ottawa (via New Jersey)                                          | Tigres de Victoriaville (LHJMQ)                |
| 37   | Brandon Carlo            | Défenseur     | États-Unis         | Bruins de Boston (via Islanders de New York, via Philadelphie)               | Americans de Tri-City (LHOu)                   |
| 38   | Paul Bittner             | Ailier gauche | États-Unis         | Blue Jackets de Columbus                                                     | Winterhawks de Portland (LHOu)                 |
| 39   | A.J. Greer               | Ailier gauche | Canada             | Avalanche du Colorado (via San José)                                         | Boston University (NCAA)                       |
| 40   | Nicolas Meloche          | Défenseur     | Canada             | Avalanche du Colorado                                                        | Drakkar de Baie-Comeau (LHJMQ)                 |
| 41   | Ryan Gropp               | Ailier gauche | Canada             | Rangers de New York (via New Jersey, via Anaheim, via Florida)               | Thunderbirds de Seattle (LHOu)                 |
| 42   | Mackenzie Blackwood      | Gardien       | Canada             | Devils de New Jersey (via Ottawa, via Dallas)                                | Colts de Barrie (LHOu)                         |
| 43   | Erik Černák              | Défenseur     | Slovaquie          | Kings de Los Angeles (via Buffalo, via Los Angeles)                          | HC Košice (Extraliga)                          |
| 44   | Matthew Spencer          | Défenseur     | Canada             | Lightning de Tampa Bay (via Boston)                                          | Petes de Peterborough (LHOu)                   |
| 45   | Jakob Forsbacka-Karlsson | Centre        | Suède              | Bruins de Boston (via Calgary)                                               | Lancers d'Omaha (USHL)                         |
| 46   | Daniel Sprong            | Ailier droit  | Pays-Bas           | Penguins de Pittsburgh                                                       | Islanders de Charlottetown (LHJMQ)             |
| 47   | Jansen Harkins           | Centre        | Canada             | Jets de Winnipeg                                                             | Cougars de Prince George (LHOu)                |
| 48   | Filip Chlapik            | Centre        | République tchèque | Sénateurs d'Ottawa                                                           | Islanders de Charlottetown (LHJMQ)             |
| 49   | Roope Hintz              | Ailier gauche | Finlande           | Stars de Dallas (via Détroit)                                                | Ilves (Liiga)                                  |
| 50   | Jordan Greenway          | Ailier gauche | États-Unis         | Wild du Minnesota                                                            | United States National Development Team (USHL) |
| 51   | Brendan Guhle            | Défenseur     | Canada             | Sabres de Buffalo (via Islanders de New York)                                | Raiders de Prince Albert (LHOu)                |
| 52   | Jérémy Lauzon            | Défenseur     | Canada             | Bruins de Boston (via Calgary, via Washington)                               | Huskies de Rouyn-Noranda (LHJMQ)               |
| 53   | Rasmus Andersson         | Défenseur     | Suède              | Flames de Calgary (via Vancouver)                                            | Colts de Barrie (LHO)                          |
| 54   | Graham Knott             | Ailier gauche | Canada             | Blackhawks de Chicago (compensation)                                         | IceDogs de Niagara (LHO)                       |
| 55   | Iakov Trenine            | Centre        | Russie             | Predators de Nashville                                                       | Olympiques de Gatineau (LHJMQ)                 |
| 56   | Vince Dunn               | Défenseur     | Canada             | Blues de Saint-Louis                                                         | IceDogs de Niagara (LHO)                       |
| 57   | Jonas Siegenthaler       | Défenseur     | Suisse             | Capitals de Washington (via Edmonton, via Rangers de New York, via Montréal) | ZSC Lions (LNA)                                |
| 58   | Kevin Stenlund           | Centre        | Suède              | Blue Jackets de Columbus (via Anaheim)                                       | HV 71 J20 (J20 SuperElit)                      |
| 59   | Julius Nattinen          | Centre        | Finlande           | Ducks d'Anaheim (via Rangers de New York)                                    | JYP-Akatemia (Mestis)                          |
| 60   | Oliver Kylington         | Défenseur     | Suède              | Flames de Calgary (via Rangers de New York, via Arizona, via Tampa Bay)      | AIK IF (Allsvenskan)                           |
| 61   | Jeremy Bracco            | Ailier droit  | États-Unis         | Maple Leafs de Toronto (via Philadelphie, via Chicago)                       | United States National Development Team (USHL) |

### Troisième tour
| Rang | Joueur                  | Position      | Nationalité        | Équipe LNH                                                      | Repêché de                                     |
| ---- | ----------------------- | ------------- | ------------------ | --------------------------------------------------------------- | ---------------------------------------------- |
| 62   | Robin Kovacs            | Ailier droit  | Suède              | Rangers de New York (via Washington, via Buffalo)               | AIK IF (Allsvenskan)                           |
| 63   | Kyle Capobianco         | Défenseur     | Canada             | Coyotes de l'Arizona                                            | Wolves de Sudbury (LHO)                        |
| 64   | Dennis Yan              | Ailier gauche | États-Unis         | Lightning de Tampa Bay (via Anaheim, via Edmonton)              | Cataractes de Shawinigan (LHJMQ)               |
| 65   | Andrew Nielsen          | Défenseur     | Canada             | Maple Leafs de Toronto                                          | Hurricanes de Lethbridge (LHOu)                |
| 66   | Guillaume Brisebois     | Défenseur     | Canada             | Canucks de Vancouver                                            | Titan d'Acadie-Bathurst (LHJMQ)                |
| 67   | Blake Speers            | Centre        | Canada             | Devils du New Jersey                                            | Greyhounds de Sault-Sainte-Marie (LHO)         |
| 68   | Mārtiņš Dzierkals       | Ailier gauche | Lettonie           | Maple Leafs de Toronto (via Philadelphie, via Columbus)         | HK Riga (MHL)                                  |
| 69   | Keegan Kolesar          | Ailier droit  | Canada             | Blue Jackets de Columbus                                        | Thunderbirds de Seattle (LHOu)                 |
| 70   | Felix Sandstrom         | Gardien       | Suède              | Flyers de Philadelphie (via San José)                           | Brynäs IF J20 (J20 SuperElit)                  |
| 71   | Jean-Christophe Beaudin | Centre        | Canada             | Avalanche du Colorado                                           | Huskies de Rouyn-Noranda (LHJMQ)               |
| 72   | Anthony Cirelli         | Centre        | Canada             | Lightning de Tampa Bay (via Islanders de New York, via Florida) | Generals d'Oshawa (LHO)                        |
| 73   | Vili Saarijarvi         | Défenseur     | Finlande           | Red Wings de Détroit (via Dallas)                               | Gamblers de Green Bay (USHL)                   |
| 74   | Aleksandr Dergatchiov   | Centre        | Russie             | Kings de Los Angeles                                            | SKA-1946 (MHL)                                 |
| 75   | Daniel Vladar           | Gardien       | République tchèque | Bruins de Boston                                                | HC Kladno (Extraliga)                          |
| 76   | Adin Hill               | Gardien       | Canada             | Coyotes de l'Arizona (via Calgary)                              | Winterhawks de Portland (LHOu)                 |
| 77   | Samuel Montembeault     | Gardien       | Canada             | Panthers de la Floride (via Pittsburgh)                         | Armada de Blainville-Boisbriand (LHJMQ)        |
| 78   | Erik Foley              | Ailier gauche | États-Unis         | Jets de Winnipeg                                                | RoughRiders de Cedar Rapids (USHL)             |
| 79   | Sergueï Zborovski       | Défenseur     | Russie             | Rangers de New York (via Edmonton, via Ottawa)                  | Pats de Regina (LHOu)                          |
| 80   | Brent Gates             | Centre        | États-Unis         | Ducks d'Anaheim (via Columbus, via Détroit)                     | Gamblers de Green Bay (USHL)                   |
| 81   | Brendan Warren          | Ailier gauche | États-Unis         | Coyotes de l'Arizona (via Minnesota)                            | United States National Development Team (USHL) |
| 82   | Mitchell Vande Sompel   | Défenseur     | Canada             | Islanders de New York                                           | Generals d'Oshawa (LHO)                        |
| 83   | Jens Looke              | Ailier droit  | Suède              | Coyotes de l'Arizona (via Calgary, via Washington)              | Brynäs IF (SHL)                                |
| 84   | Deven Sideroff          | Ailier droit  | Canada             | Ducks d'Anaheim (via Vancouver)                                 | Blazers de Kamloops (LHOu)                     |
| 85   | Thomas Novak            | Centre        | États-Unis         | Predators de Nashville                                          | Black Hawks de Waterloo (USHL)                 |
| 86   | Mike Robinson           | Gardien       | États-Unis         | Sharks de San José (via Edmonton, via Saint-Louis)              | Lawrence Academy (HS-Massachusetts)            |
| 87   | Lukas Vejdemo           | Centre        | Suède              | Canadiens de Montréal                                           | Djurgården IF J20 (J20 SuperElit)              |
| 88   | Thomas Schemitsch       | Défenseur     | Canada             | Panthers de la Floride (via Anaheim)                            | Attack d'Owen Sound (LHO)                      |
| 89   | Aleksi Saarela          | Centre        | Finlande           | Rangers de New York                                             | Ässät (Liiga)                                  |
| 90   | Matej Tomek             | Gardien       | Slovaquie          | Flyers de Philadelphie (via Tampa Bay)                          | RoadRunners de Topeka (NAHL)                   |
| 91   | Dennis Gilbert          | Défenseur     | États-Unis         | Blackhawks de Chicago                                           | Steel de Chicago (USHL)                        |

### Quatrième tour
| Rang | Joueur                 | Position      | Nationalité        | Équipe LNH                                                     | Repêché de                               |
| ---- | ---------------------- | ------------- | ------------------ | -------------------------------------------------------------- | ---------------------------------------- |
| 92   | William Borgen         | Défenseur     | États-Unis         | Sabres de Buffalo                                              | Spuds de Moorhead (HS-Minnesota)         |
| 93   | Callum Booth           | Gardien       | Canada             | Hurricanes de la Caroline (via Washington, via Arizona)        | Remparts de Québec (LHJMQ)               |
| 94   | Adam Musil             | Centre        | Canada             | Blues de Saint-Louis (via Edmonton)                            | Rebels de Red Deer (LHOu)                |
| 95   | Jesper Lindgren        | Défenseur     | Suède              | Maple Leafs de Toronto                                         | MODO Hockey (Elitserien)                 |
| 96   | Nicolas Roy            | Centre        | Canada             | Hurricanes de la Caroline                                      | Saguenéens de Chicoutimi (LHJMQ)         |
| 97   | Colton White           | Défenseur     | Canada             | Devils du New Jersey                                           | Greyhounds de Sault-Sainte-Marie (LHO)   |
| 98   | Samuel Dove-Mcfalls    | Ailier gauche | Canada             | Flyers de Philadelphie                                         | Sea Dogs de Saint-Jean (LHJMQ)           |
| 99   | Austin Wagner          | Ailier gauche | Canada             | Kings de Los Angeles (via Philadelphie, via Columbus)          | Pats de Regina (LHOu)                    |
| 100  | Anthony Richard        | Centre        | Canada             | Predators de Nashville (via San José)                          | Foreurs de Val-d'Or (LHJMQ)              |
| 101  | Andreï Mironov         | Défenseur     | Russie             | Avalanche du Colorado                                          | HK Dinamo Moscou (KHL)                   |
| 102  | Denis Malgin           | Centre        | Suisse             | Panthers de la Floride                                         | ZSC Lions (LNA)                          |
| 103  | Chris Martenet         | Défenseur     | États-Unis         | Stars de Dallas                                                | Knights de London (LHO)                  |
| 104  | Mikhaïl Vorobiov       | Centre        | Russie             | Flyers de Philadelphie (via Los Angeles)                       | Tolpar Oufa (MHL)                        |
| 105  | Jesse Gabrielle        | Ailier gauche | Canada             | Bruins de Boston                                               | Pats de Regina (LHOu)                    |
| 106  | Adam Helewka           | Ailier gauche | Canada             | Sharks de San José (via Calgary)                               | Chiefs de Spokane (LHOu)                 |
| 107  | Christian Wolanin      | Défenseur     | Canada             | Sénateurs d'Ottawa (via Toronto, via Edmonton, via Pittsburgh) | Lumberjacks de Muskegon (USHL)           |
| 108  | Michael Špaček         | Ailier droit  | République tchèque | Jets de Winnipeg                                               | HC Pardubice (Extraliga)                 |
| 109  | Filip Ahl              | Ailier gauche | Suède              | Sénateurs d'Ottawa                                             | HV71 (SHL)                               |
| 110  | Joren van Pottelberghe | Gardien       | Suisse             | Red Wings de Détroit                                           | Linköpings Jr. (Suède J18)               |
| 111  | Aleš Stezka            | Gardien       | République tchèque | Wild du Minnesota                                              | Liberec Jr. (Championnat tchèque junior) |
| 112  | Parker Wotherspoon     | Défense       | Canada             | Islanders de New York                                          | Americans de Tri-City (LHOu)             |
| 113  | Brad Morrison          | Défense       | Canada             | Rangers de New York (via Washington)                           | Cougars de Prince George (LHOu)          |
| 114  | Dmitri Joukenov        | Centre        | Russie             | Canucks de Vancouver                                           | Avangard Omsk (MHL)                      |
| 115  | Alexandre Carrier      | Défenseur     | Canada             | Predators de Nashville                                         | Olympiques de Gatineau (LHJMQ)           |
| 116  | Glen Gawdin            | Centre        | Canada             | Blues de Saint-Louis                                           | Broncos de Swift Current (LHOu)          |
| 117  | Caleb Jones            | Défenseur     | États-Unis         | Oilers d'Edmonton (via Montréal)                               | U.S. NTDP (USHL)                         |
| 118  | Jonne Tammela          | Ailier droit  | Finlande           | Lightning de Tampa Bay (via Anaheim)                           | KalPa (Liiga)                            |
| 119  | Daniel Bernhardt       | Ailier droit  | Suède              | Rangers de New York                                            | Djurgardens IF J20 (J20 SuperElit)       |
| 120  | Mathieu Joseph         | Ailier droit  | Canada             | Lightning de Tampa Bay                                         | Sea Dogs de Saint-Jean (LHJMQ)           |
| 121  | Ryan Shea              | Défenseur     | États-Unis         | Blackhawks de Chicago                                          | Boston College HS (HS-Massachusetts)     |

### Cinquième tour
| Rang | Joueur            | Position      | Nationalité        | Équipe LNH                                        | Repêché de                             |
| ---- | ----------------- | ------------- | ------------------ | ------------------------------------------------- | -------------------------------------- |
| 122  | Devante Stephens  | Défenseur     | Canada             | Sabres de Buffalo                                 | Rockets de Kelowna (LHOu)              |
| 123  | Conor Garland     | Ailier droit  | États-Unis         | Coyotes de l'Arizona                              | Wildcats de Moncton (LHJMQ)            |
| 124  | Ethan Bear        | Défenseur     | Canada             | Oilers d'Edmonton                                 | Thunderbirds de Seattle (LHOu)         |
| 125  | Dmytro Timashov   | Ailier gauche | Suède              | Maple Leafs de Toronto                            | Remparts de Québec (LHJMQ)             |
| 126  | Luke Stevens      | Ailier gauche | États-Unis         | Hurricanes de la Caroline                         | Noble & Greenough (HS-Massachusetts)   |
| 127  | Niko Mikkola      | Défenseur     | Finlande           | Blues de Saint-Louis (via New Jersey)             | KalPa Jr. (Finlande Jr.)               |
| 128  | David Kase        | Ailier droit  | République tchèque | Flyers de Philadelphie                            | Chomutov Jr. (République tchèque Jr.)  |
| 129  | Sam Ruopp         | Défenseur     | Canada             | Blue Jackets de Columbus                          | Cougars de Prince George (LHOu)        |
| 130  | Kārlis Čukste     | Défenseur     | Lettonie           | Sharks de San José                                | Riga 2 (Russie Jr.)                    |
| 131  | Matthew Bradley   | Centre        | Canada             | Canadiens de Montréal (via Colorado)              | Tigers de Medicine Hat (LHOu)          |
| 132  | Karch Bachman     | Ailier gauche | États-Unis         | Panthers de la Floride                            | Culver Academy (HS-Indiana)            |
| 133  | Joseph Cecconi    | Défenseur     | États-Unis         | Stars de Dallas                                   | Lumberjacks de Muskegon (USHL)         |
| 134  | Matt Schmalz      | Ailier droit  | Canada             | Kings de Los Angeles                              | Wolves de Sudbury (LHO)                |
| 135  | Kirill Kaprizov   | Ailier gauche | Russie             | Wild du Minnesota (via Boston)                    | Metallurg Novokuznetsk (KHL)           |
| 136  | Pavel Karnaoukhov | Ailier gauche | Russie             | Flames de Calgary                                 | Hitmen de Calgary (LHOu)               |
| 137  | Dominik Simon     | Ailier gauche | République tchèque | Penguins de Pittsburgh                            | HC Plzeň (Extraliga)                   |
| 138  | Spencer Smallman  | Ailier droit  | Canada             | Hurricanes de la Caroline (via Winnipeg)          | Sea Dogs de Saint-Jean (LHJMQ)         |
| 139  | Christian Jaros   | Défenseur     | Slovaquie          | Sénateurs d'Ottawa                                | Lulea Jr. (Suède Jr.)                  |
| 140  | Chase Pearson     | Centre        | Canada             | Red Wings de Détroit                              | Phantoms de Youngstown (USHL)          |
| 141  | Veeti Vainio      | Défenseur     | Finlande           | Blue Jackets de Columbus (via Minnesota)          | Espoo Blues Jr. (Finlande Jr.)         |
| 142  | Rūdolfs Balcers   | Ailier gauche | Lettonie           | Sharks de San José (via Islanders de New York)    | Stavanger Oilers (Ligaen)              |
| 143  | Connor Hobbs      | Défenseur     | Canada             | Capitals de Washington                            | Pats de Regina (LHou)                  |
| 144  | Carl Neill        | Défenseur     | Canada             | Canucks de Vancouver                              | Phœnix de Sherbrooke (LHJMQ)           |
| 145  | Karel Vejmelka    | Gardien       | République tchèque | Predators de Nashville                            | Pardubice Jr. (République tchèque Jr.) |
| 146  | Luke Opilka       | Gardien       | États-Unis         | Blues de Saint-Louis                              | U.S. NTDP (USHL)                       |
| 147  | Ryan Pilon        | Défenseur     | Canada             | Islanders de New York (via Florida, via Montréal) | Wheat Kings de Brandon (LHOu)          |
| 148  | Troy Terry        | Ailier droit  | États-Unis         | Ducks d'Anaheim                                   | U.S. NTDP (USHL)                       |
| 149  | Adam Gaudette     | Centre        | États-Unis         | Canucks de Vancouver (via Rangers de New York)    | RoughRiders de Cedar Rapids (USHL)     |
| 150  | Ryan Zuhlsdorf    | Défenseur     | États-Unis         | Lightning de Tampa Bay                            | Musketeers de Sioux City (USHL)        |
| 151  | Radovan Bondra    | Ailier droit  | Slovaquie          | Blackhawks de Chicago                             | HC Košice (Extraliga)                  |

### Sixième tour
| Rang | Joueur             | Position      | Nationalité        | Équipe LNH                                           | Repêché de                                        |
| ---- | ------------------ | ------------- | ------------------ | ---------------------------------------------------- | ------------------------------------------------- |
| 152  | Georgio Estephan   | Centre        | Canada             | Sabres de Buffalo                                    | Hurricanes de Lethbridge (LHOu)                   |
| 153  | Kristian Oldham    | Gardien       | États-Unis         | Lightning de Tampa Bay (via Arizona)                 | Lancers d'Omaha (USHL)                            |
| 154  | John Marino        | Défenseur     | États-Unis         | Oilers d'Edmonton                                    | Kings de South Shore (USPHL)                      |
| 155  | Stephen Desrocher  | Défenseur     | Canada             | Maple Leafs de Toronto                               | Generals d'Oshawa (LHOu)                          |
| 156  | Jake Massie        | Défenseur     | Canada             | Hurricanes de la Caroline                            | Kimball Union Academy Wildcats (HS-New Hampshire) |
| 157  | Brett Seney        | Ailier gauche | Canada             | Devils du New Jersey                                 | Merrimack College (Hockey East)                   |
| 158  | Cooper Marody      | Centre        | États-Unis         | Flyers de Philadelphie                               | Sioux Falls Stampede (USHL)                       |
| 159  | Vladislav Gavrikov | Défenseur     | Russie             | Blue Jackets de Columbus                             | Lokomotiv Iaroslavl (KHL)                         |
| 160  | Adam Parsells      | Défenseur     | États-Unis         | Sharks de San José                                   | Wausau West (HS-Wisconsin)                        |
| 161  | Sergueï Boïkov     | Défenseur     | Russie             | Avalanche du Colorado                                | Voltigeurs de Drummondville (LHJMQ)               |
| 162  | Christopher Wilkie | Ailier droit  | États-Unis         | Panthers de la Floride                               | Storm de Tri-City (USHL)                          |
| 163  | Markus Ruusu       | Gardien       | Finlande           | Stars de Dallas                                      | Jyp Jr. (Finlande Jr.)                            |
| 164  | Roy Radke          | Ailier droit  | États-Unis         | Blackhawks de Chicago (via Los Angeles)              | Colts de Barrie (LHO)                             |
| 165  | Cameron Hughes     | Centre        | Canada             | Bruins de Boston                                     | Badgers du Wisconsin (Big Ten)                    |
| 166  | Andrew Mangiapane  | Ailier gauche | Canada             | Flames de Calgary                                    | Colts de Barrie (LHO)                             |
| 167  | Frederik Tiffels   | Ailier gauche | Allemagne          | Penguins de Pittsburgh                               | Broncos de Western Michigan (NCHC)                |
| 168  | Mason Appleton     | Centre        | États-Unis         | Jets de Winnipeg                                     | Storm de Tri-City (USHL)                          |
| 169  | David Cotton       | Centre        | États-Unis         | Hurricanes de la Caroline (via Winnipeg, via Ottawa) | Cushing Academy (HS-Massachusetts)                |
| 170  | Patrick Holway     | Défenseur     | États-Unis         | Red Wings de Détroit                                 | Boston Advantage U-18 (USMAAAE)                   |
| 171  | Nicholas Boka      | Défenseur     | États-Unis         | Wild du Minnesota                                    | U.S. NTDP (USHL)                                  |
| 172  | Andong Song        | Défenseur     | Chine              | Islanders de New York                                | Lawrenceville School (HS-New Jersey)              |
| 173  | Colby Williams     | Défenseur     | Canada             | Capitals de Washington                               | Pats de Regina (LHOu)                             |
| 174  | Lukas Jasek        | Ailier droit  | République tchèque | Canucks de Vancouver                                 | HC Oceláři Třinec (Extraliga)                     |
| 175  | Tyler Moy          | Centre        | États-Unis         | Predators de Nashville                               | Harvard Crimson (ECAC)                            |
| 176  | Liam Dunda         | Ailier gauche | Canada             | Blues de Saint-Louis                                 | Attack d'Owen Sound                               |
| 177  | Simon Bourque      | Défenseur     | Canada             | Canadiens de Montréal                                | Océanic de Rimouski (LHJMQ)                       |
| 178  | Steven Ruggiero    | Défenseur     | États-Unis         | Ducks d'Anaheim                                      | U.S. NTDP (USHL)                                  |
| 179  | Garrett Metcalf    | Gardien       | États-Unis         | Ducks d'Anaheim (via Rangers de New York)            | Capitols de Madison (USHL)                        |
| 180  | Bokondji Imama     | Ailier gauche | Canada             | Lightning de Tampa Bay                               | Sea Dogs de Saint-Jean (LHJMQ)                    |
| 181  | Joni Tuulola       | Défenseur     | Finlande           | Blackhawks de Chicago                                | HPK (Liiga)                                       |

### Septième tour
| Rang | Joueur            | Position      | Nationalité        | Équipe LNH                                                                          | Repêché de                                        |
| ---- | ----------------- | ------------- | ------------------ | ----------------------------------------------------------------------------------- | ------------------------------------------------- |
| 182  | Ivan Chukarov     | Défenseur     | États-Unis         | Sabres de Buffalo                                                                   | Minnesota Wilderness (NAHL)                       |
| 183  | Erik Källgren     | Gardien       | Suède              | Coyotes de l'Arizona                                                                | Linkoping Jr. (Suède Jr.)                         |
| 184  | Adam Húska        | Gardien       | Slovaquie          | Rangers de New York (via Edmonton)                                                  | Green Bay Gamblers (USHL)                         |
| 185  | Nikita Korostelev | Ailier droit  | Russie             | Maple Leafs de Toronto                                                              | Sting de Sarnia (LHO)                             |
| 186  | Steven Lorentz    | Centre        | Canada             | Hurricanes de la Caroline                                                           | Petes de Peterborough (LHO)                       |
| 187  | Chaz Reddekopp    | Défenseur     | Canada             | Kings de Los Angeles (via New Jersey)                                               | Royals de Victoria (LHOu)                         |
| 188  | Ivan Fedotov      | Gardien       | Russie             | Flyers de Philadelphie                                                              | Reaktor (MHL)                                     |
| 189  | Markus Nutivaara  | Défenseur     | Finlande           | Blue Jackets de Columbus                                                            | Karpat Jr. (Finlande Jr.)                         |
| 190  | Marcus Vela       | Centre        | Canada             | Sharks de San José                                                                  | Rivermen de Langley (BCHL)                        |
| 191  | Gustav Olhaver    | Centre        | Suède              | Avalanche du Colorado                                                               | Rogle Jr. (Suède Jr.)                             |
| 192  | Patrick Shea      | Centre        | États-Unis         | Panthers de la Floride                                                              | Kimball Union Academy Wildcats (HS-New Hampshire) |
| 193  | Jake Kupsky       | Gardien       | États-Unis         | Sharks de San José (via Dallas)                                                     | Lone Star Brahmas (NAHL)                          |
| 194  | Matt Roy          | Ailier gauche | Canada             | Kings de Los Angeles                                                                | Michigan Tech Huskies (WCHA)                      |
| 195  | Jack Becker       | Centre        | États-Unis         | Bruins de Boston                                                                    | Mahtomedi (HS-Minnesota)                          |
| 196  | Riley Bruce       | Défenseur     | Canada             | Flames de Calgary                                                                   | Battalion de North Bay (LHO)                      |
| 197  | Nikita Pavlychev  | Centre        | Russie             | Penguins de Pittsburgh                                                              | Buccaneers de Des Moines (USHL)                   |
| 198  | Sami Niku         | Défenseur     | Finlande           | Jets de Winnipeg                                                                    | JYP 2 (Finlande 2)                                |
| 199  | Joey Daccord      | Gardien       | États-Unis         | Sénateurs d'Ottawa                                                                  | Cushing Academy (HS-Massachusetts)                |
| 200  | Adam Marsh        | Ailier gauche | États-Unis         | Red Wings de Détroit                                                                | Sea Dogs de Saint-Jean (LHJMQ)                    |
| 201  | Gustav Bouramman  | Défenseur     | Suède              | Wild du Minnesota                                                                   | Greyhounds de Sault-Sainte-Marie (LHO)            |
| 202  | Petter Hansson    | Défenseur     | Suède              | Islanders de New York                                                               | Linkoping Jr. (Suède Jr.)                         |
| 203  | Matteo Gennaro    | Centre        | Canada             | Jets de Winnipeg (via Washington)                                                   | Raiders de Prince Albert (LHOu)                   |
| 204  | Jack Sadek        | Défenseur     | États-Unis         | Wild du Minnesota (via Tampa Bay, via Vancouver)                                    | Lakeville North (HS-Minnesota)                    |
| 205  | Evan Smith        | Gardien       | États-Unis         | Predators de Nashville                                                              | Bruins d'Austin (NAHL)                            |
| 206  | Ryan Bednard      | Gardien       | États-Unis         | Panthers de la Floride (via New Jersey, via Saint-Louis)                            | Tomahawks de Johnstown (NAHL)                     |
| 207  | Jeremiah Addison  | Ailier gauche | Canada             | Canadiens de Montréal                                                               | 67 d'Ottawa (LHO)                                 |
| 208  | Miroslav Svoboda  | Gardien       | République tchèque | Oilers d'Edmonton (via Tampa Bay, via Anaheim)                                      | Trinec Jr. (République tchèque Jr.)               |
| 209  | Ziat Païguine     | Défenseur     | Russie             | Oilers d'Edmonton (via Rangers de New York, via Tampa Bay, via Rangers de New York) | AK Bars Kazan (KHL)                               |
| 210  | Tate Olson        | Défenseur     | Canada             | Canucks de Vancouver (via Islanders de New York, via San José, via Tampa Bay)       | Cougars de Prince George (LHOu)                   |
| 211  | John Dahlstrom    | Ailier droit  | Suède              | Blackhawks de Chicago                                                               | Frolunda Jr. (Suède Jr.)                          |